# Iekaterina Kouskova
Iekaterina Dmitrievna Kouskova (en russe : Екатери́на Дми́триевна Куско́ва), épouse Prokopovitch (Прокопо́вич), née le 23 novembre 1869 (5 décembre dans le calendrier grégorien) à Oufa et morte le 22 décembre 1958 à Genève, est une militante politique et sociale russe, publiciste et éditrice, libérale et franc-maçonne. Elle a été la femme de l'économiste Sergueï Prokopovitch.

## Hommage et postérité
En 2019 l'association Escouade fait poser des plaques temporaires de rue à Genève en hommage aux femmes célèbres genevoises. La rue de la Tour de l'Ile est ainsi renommée temporairement Rue Ekatarina Kuskova dans le cadre de l'initiative 100Elles,.